# Палаццо Нуово

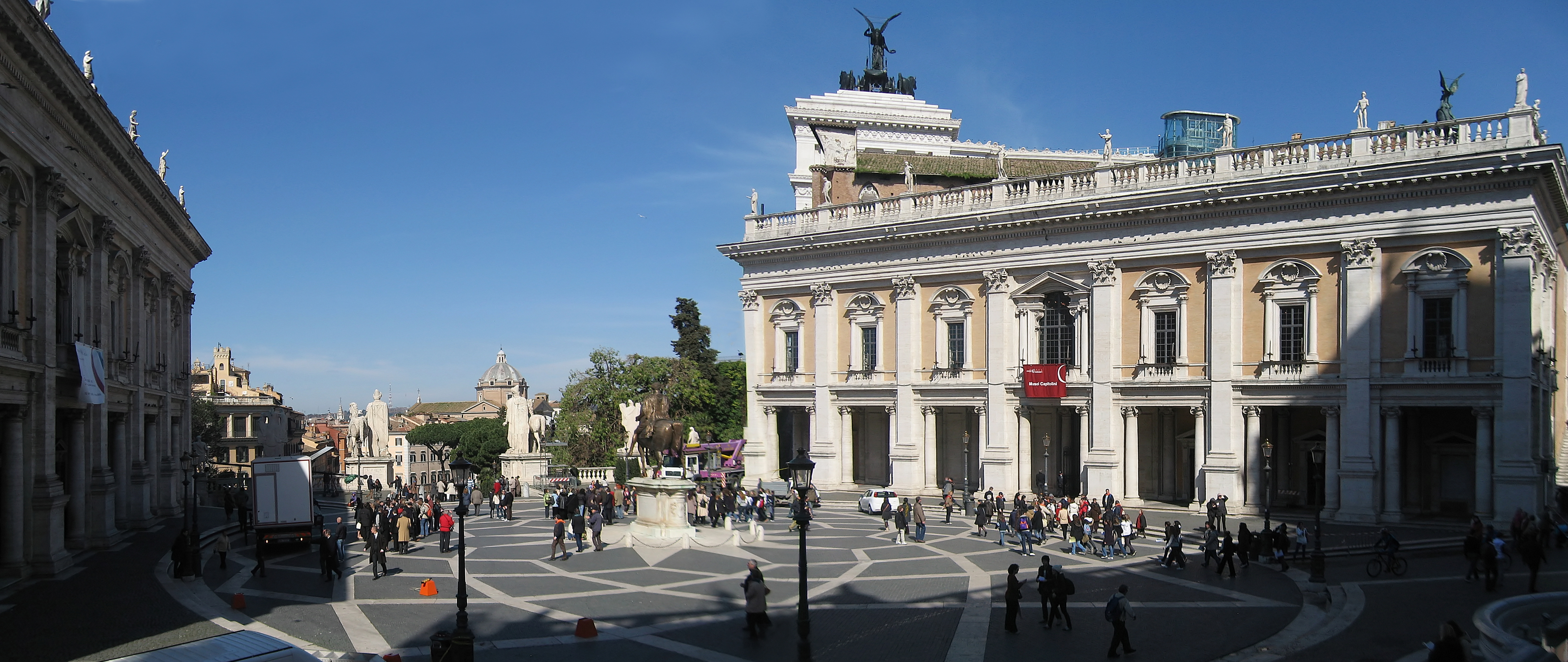
Палаццо Нуово ліворуч, праворуч — Палаццо консерваторе, Капітолійська площа, Рим

Палаццо Нуово (італ. Palazzo Nuovo) — палац на Капітолійському пагорбі в Римі.

## Опис
У палаццо розташовані з 1734 року виставкові зали Капітолійських музеїв, частина першого у світі музею відкритого для доступу громадськості. Серед експонатів, що знаходяться в палаццо є оригінал кінної статуї Марка Аврелія, який зберігається там з 1990 року.
Палац закладений в 1571 році при папі Сіксті IV, проте будівництво тривало до 1654 року. За пропозицією Мікеланджело, цей палац побудований симетрично розташованому навпроти Палаццо консерваторе.
Для оптичного збільшення площі використовує Мікеланджело трапецієподібне впорядкування палаців. Три палаци (Palazzo Nuovo, Палац сенаторів, Палаццо консерваторе), які стоять на площі, не мають прямого кута між собою. Вони також побудовані так, що на наземні частині не з'єднані між собою і між ними є проходи, що надає цілому комплексу більшої величі.

## Галерея

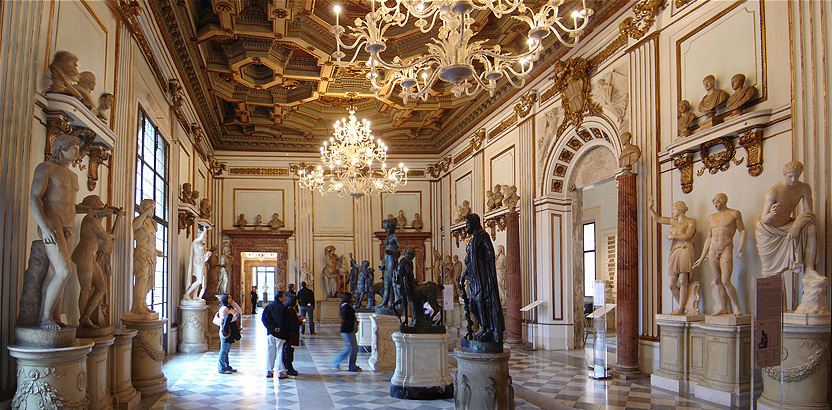
Галерея статуй музею
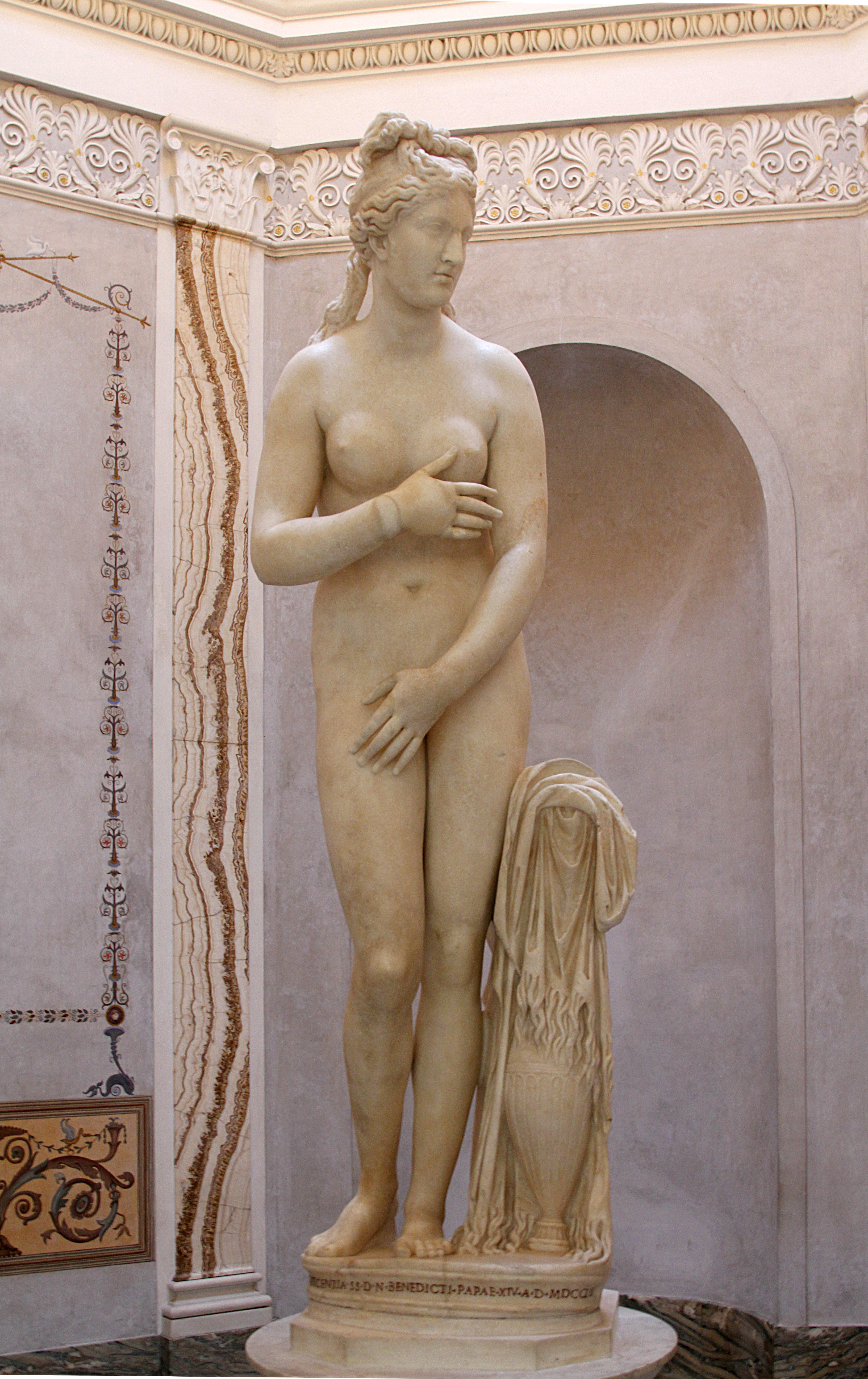
Афродіта Капітолійська
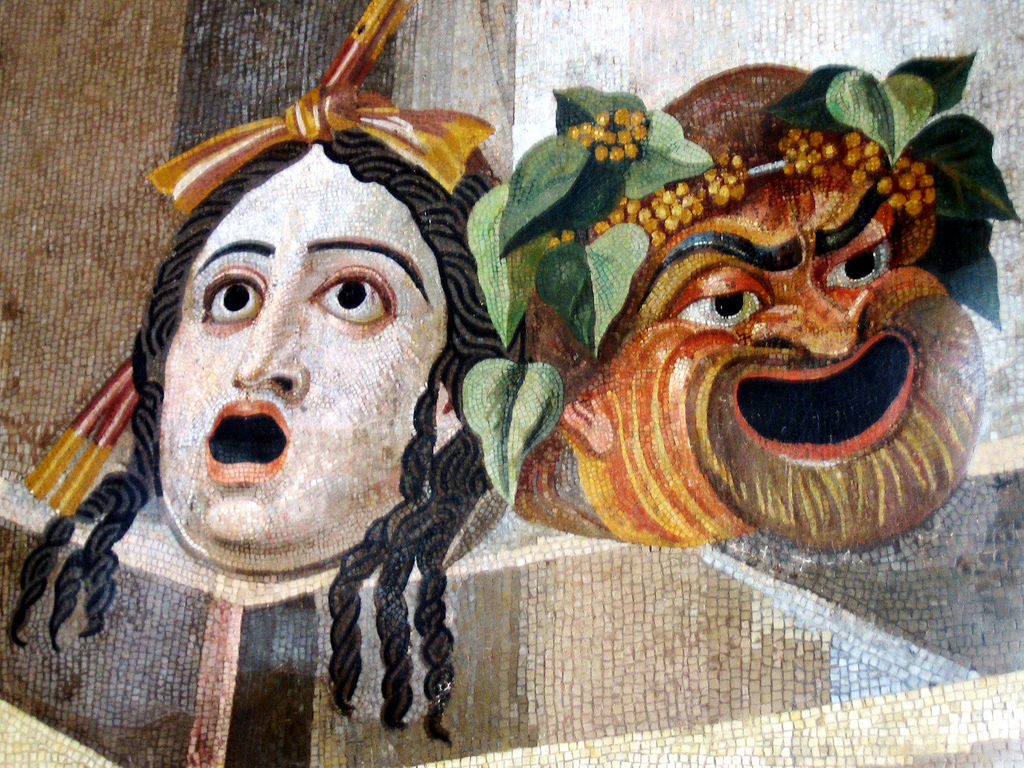
Мозаїки маск театру, римська робота, II століття
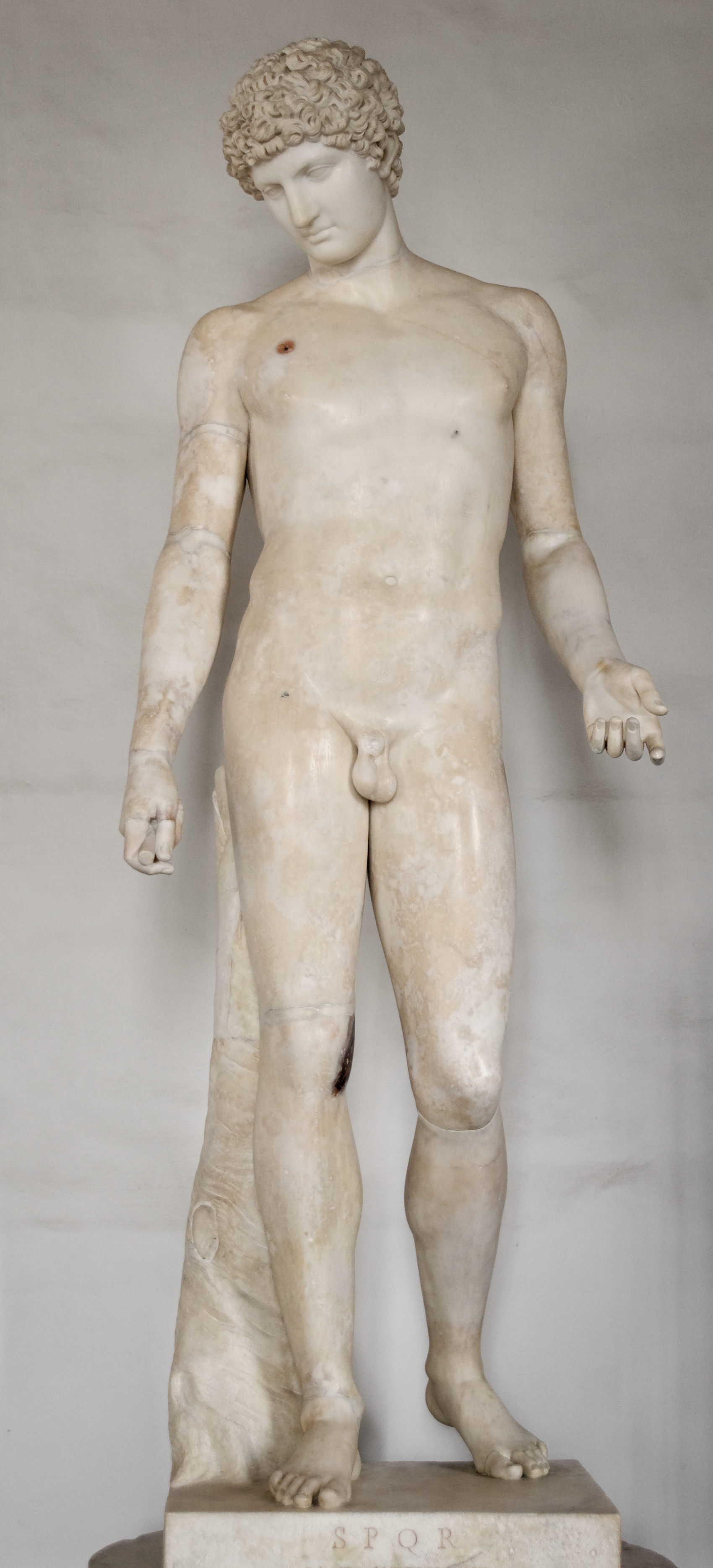
Антіной
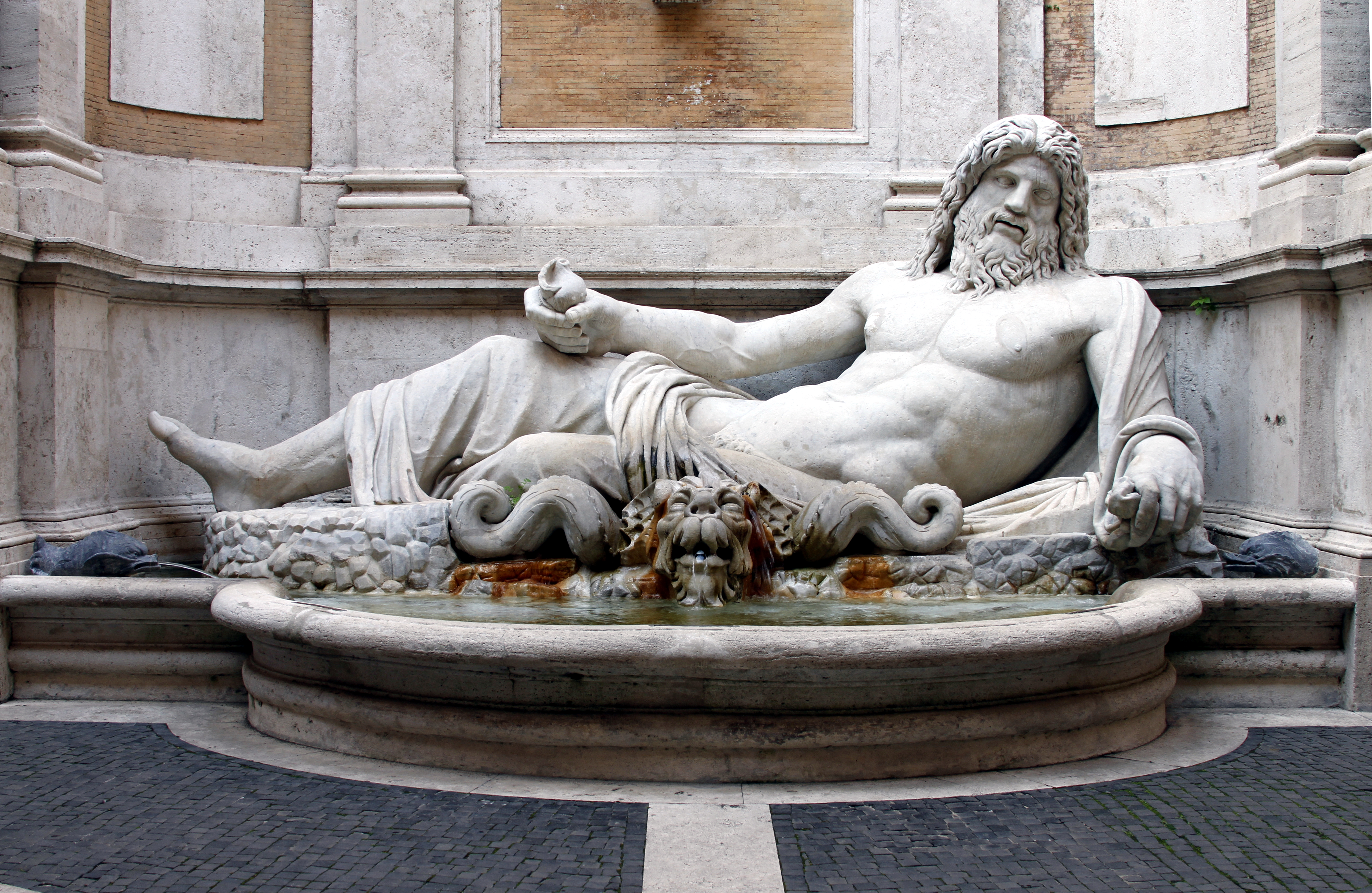
Статуя Марфорія, двір палацу
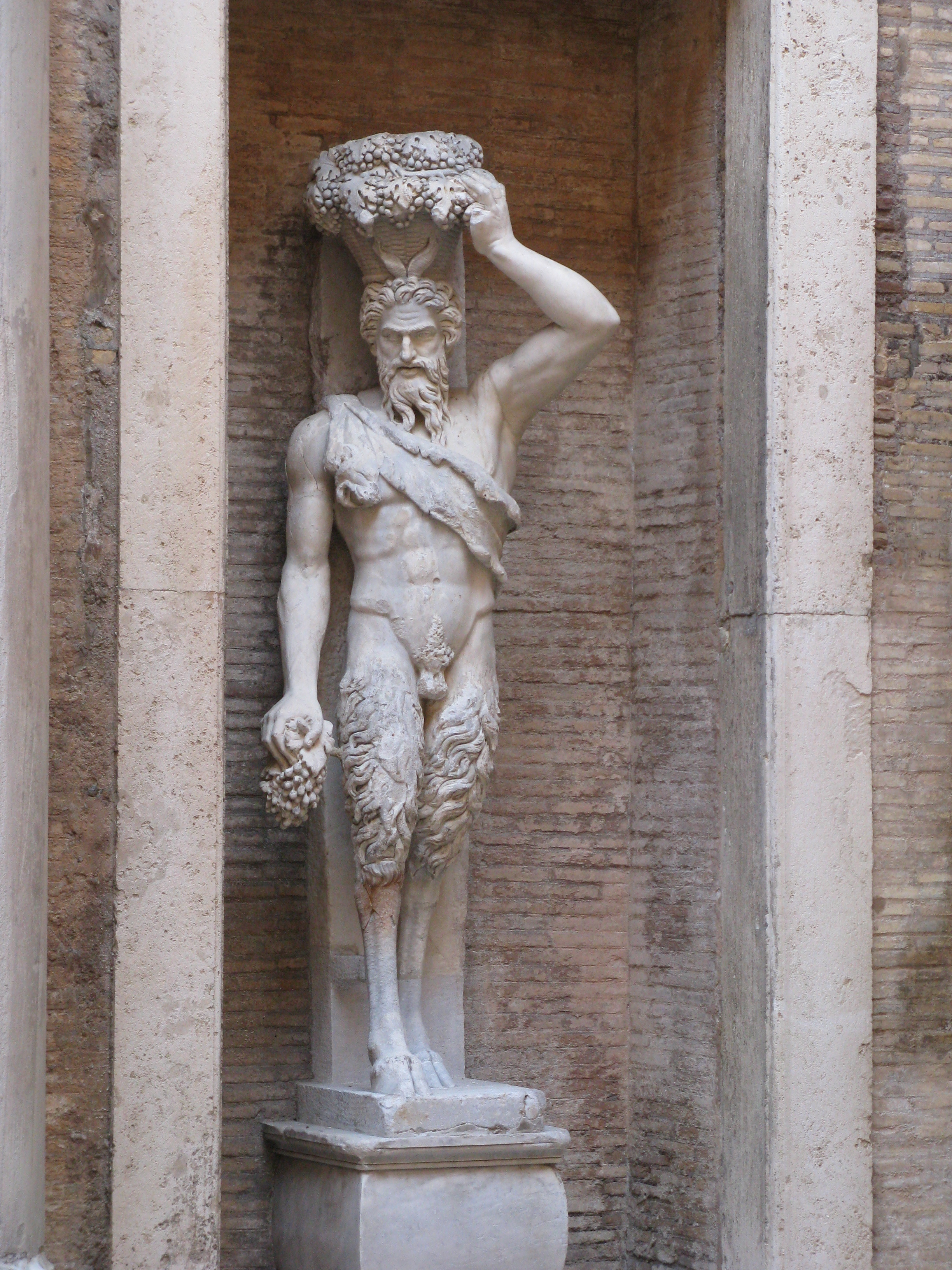
Пан-сатир
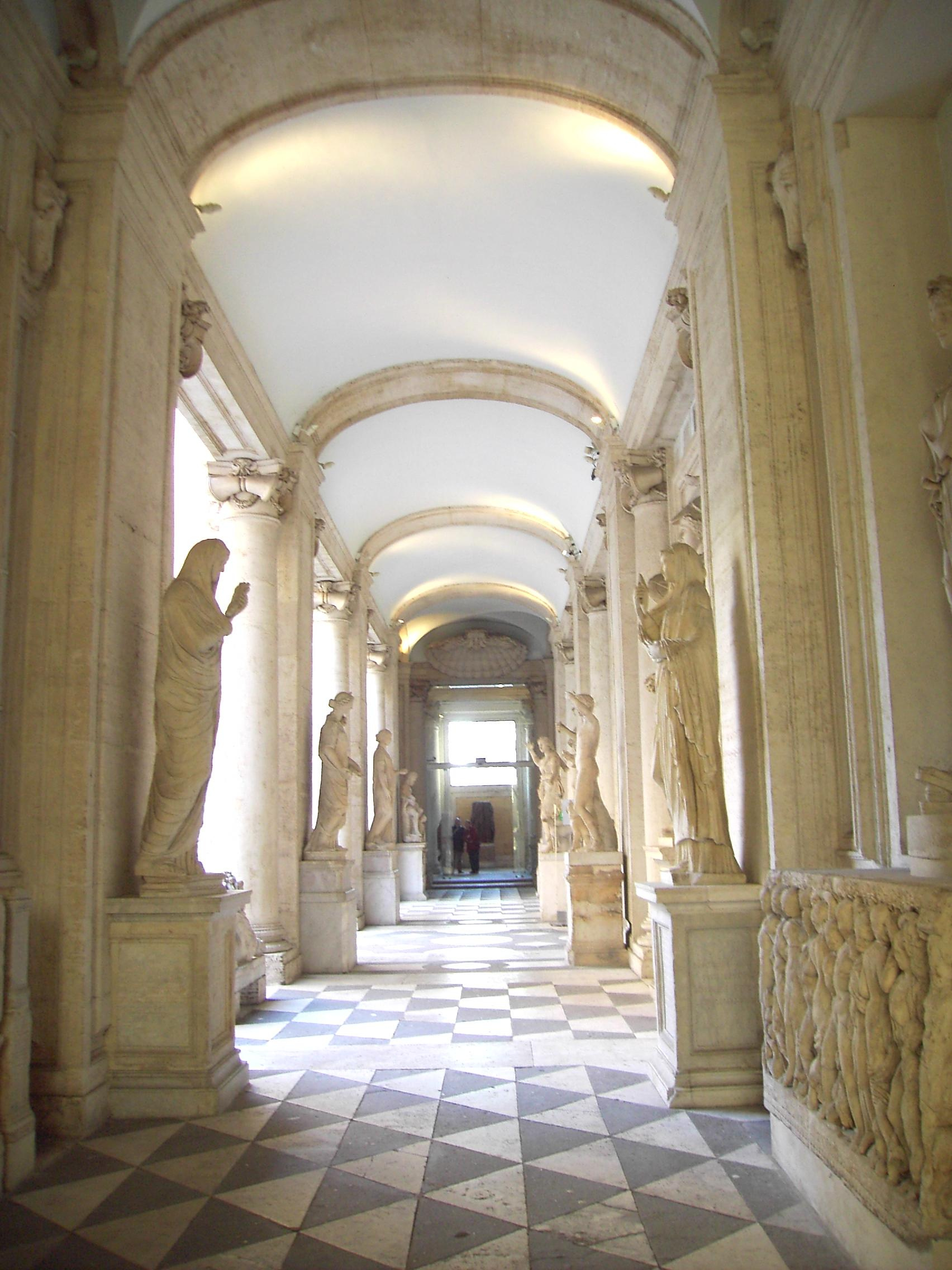
Галерея
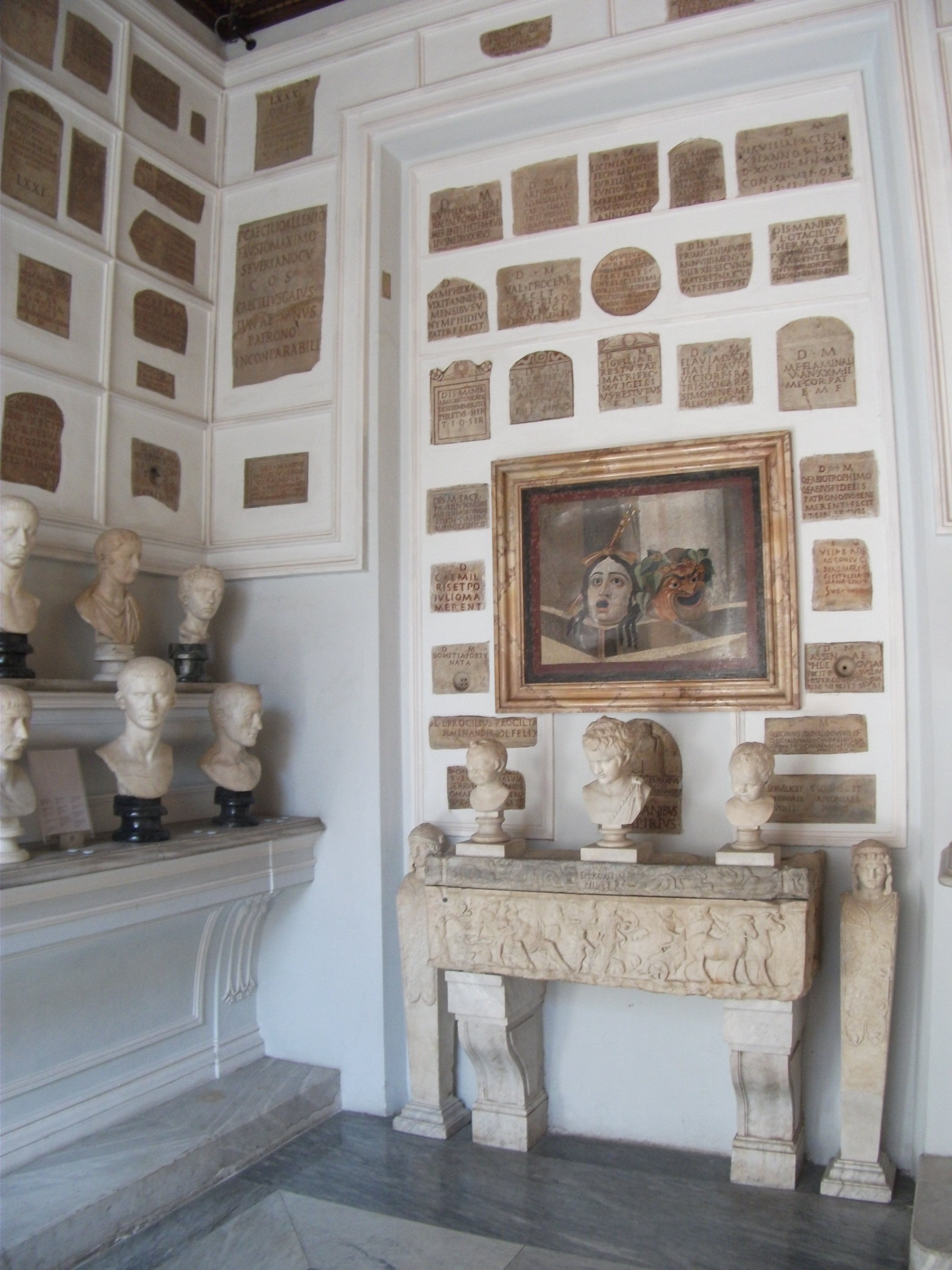
Відома мозаїка "delle maschere sceniche" insieme a numerose iscrizioni poste sulle pareti, sono accompagnate da numerosi busti maschili e femminili
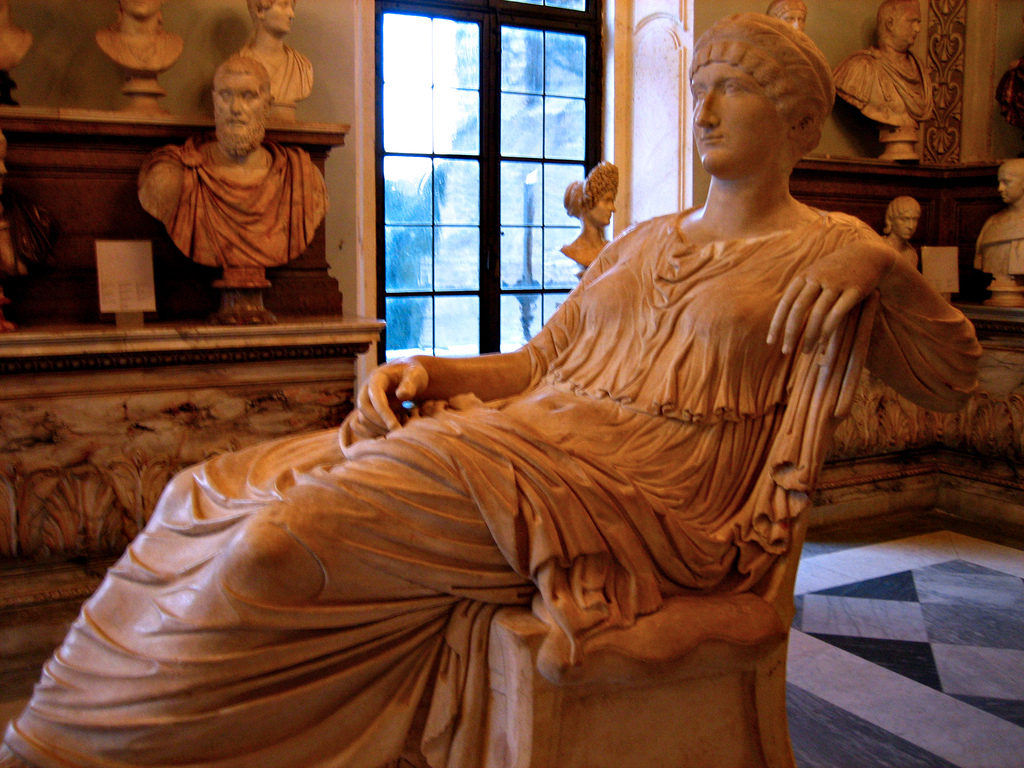
Флавія Юлія Олена
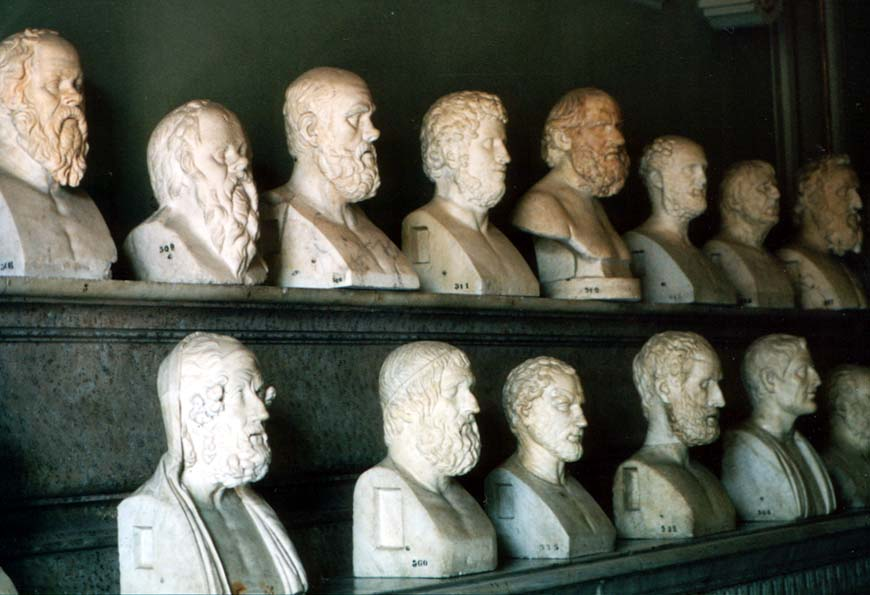
Зала філософів
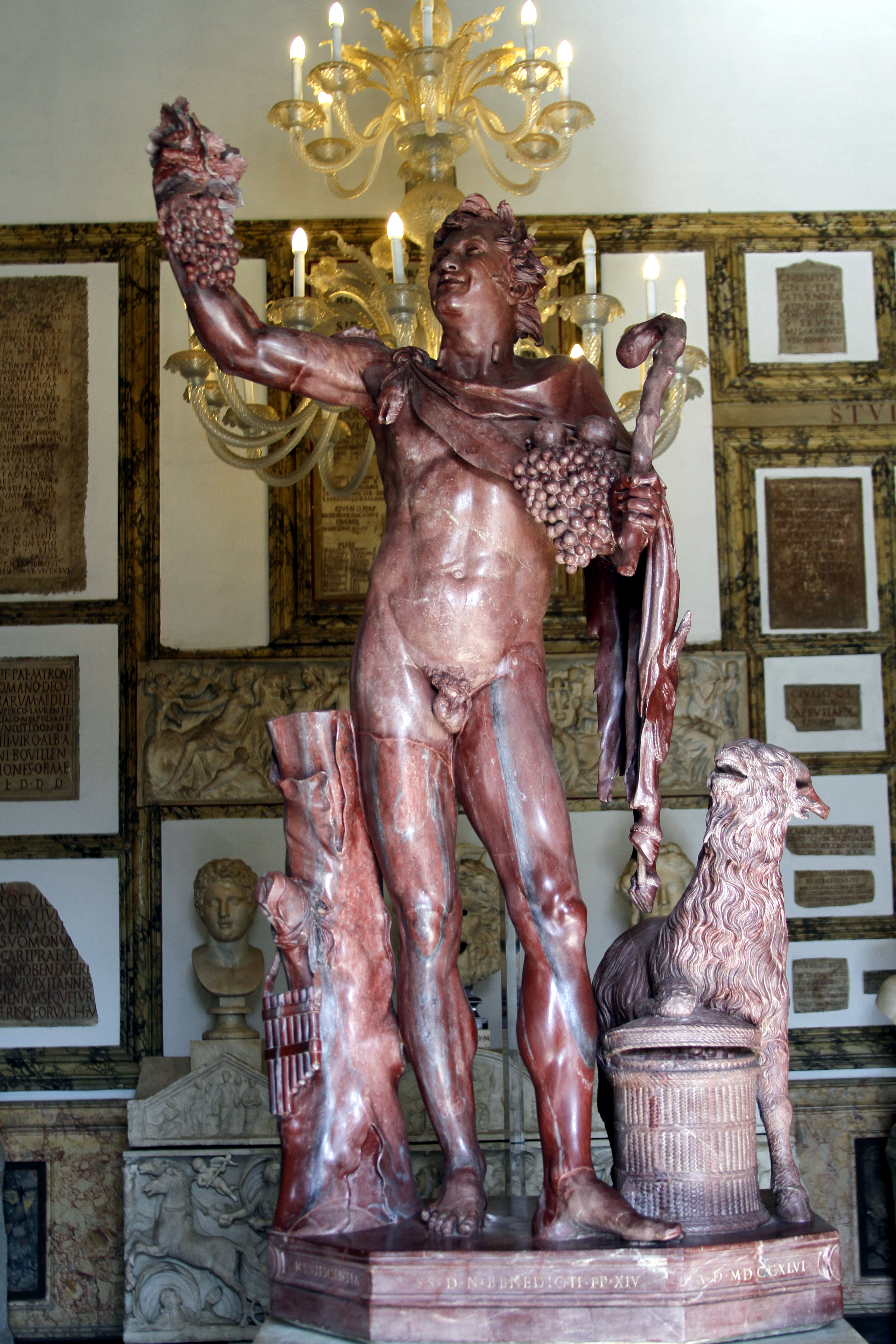
Зала червоного фавна
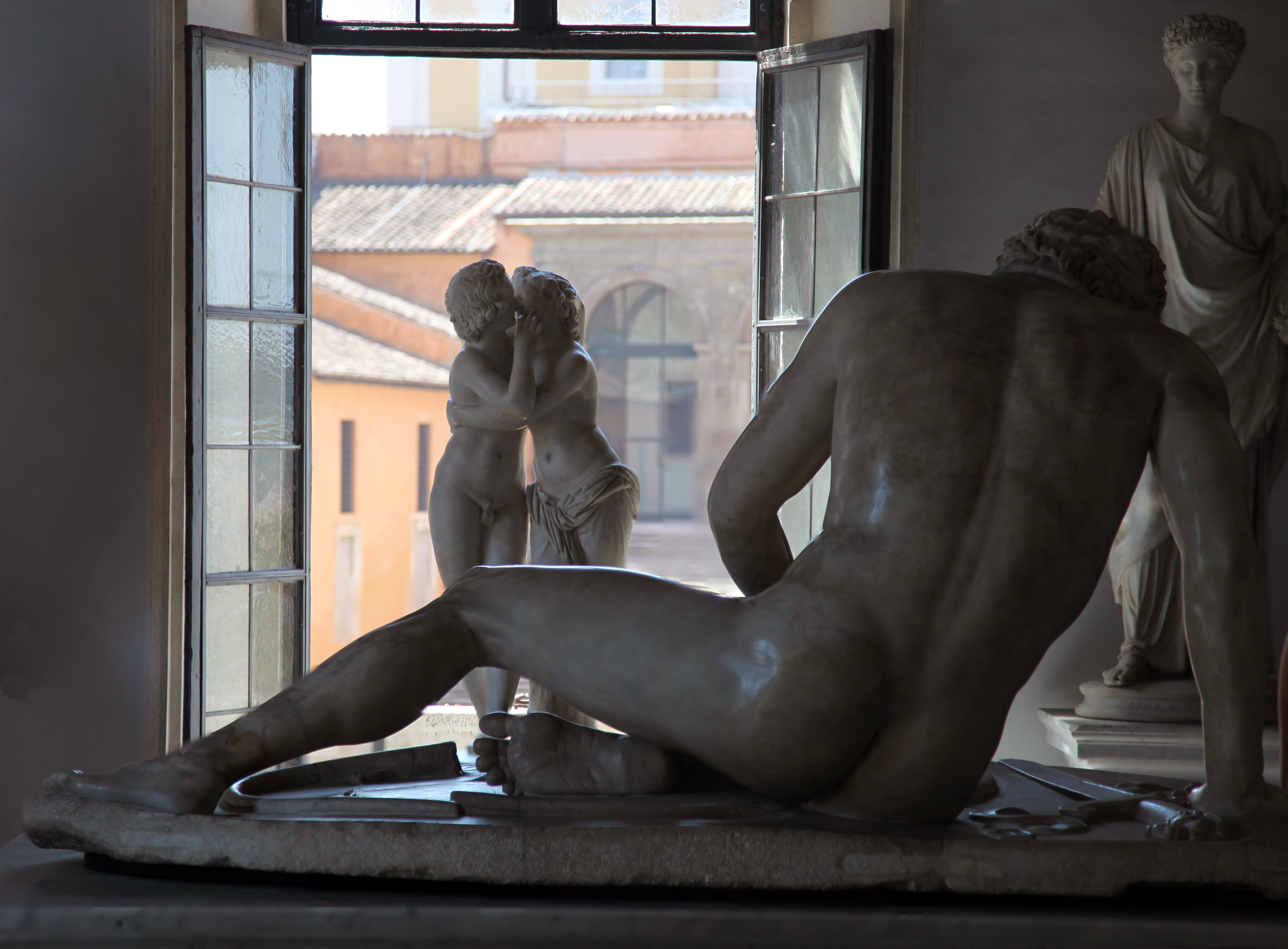
Зала галата, що помирає (зі спини), з Амуром та Псіхеєю на задньому плані